# Paracellaria calveti
Paracellaria calveti är en mossdjursart som först beskrevs av Jean-Loup d'Hondt 1985.  Paracellaria calveti ingår i släktet Paracellaria och familjen Cellariidae. Inga underarter finns listade i Catalogue of Life.